# Rehua

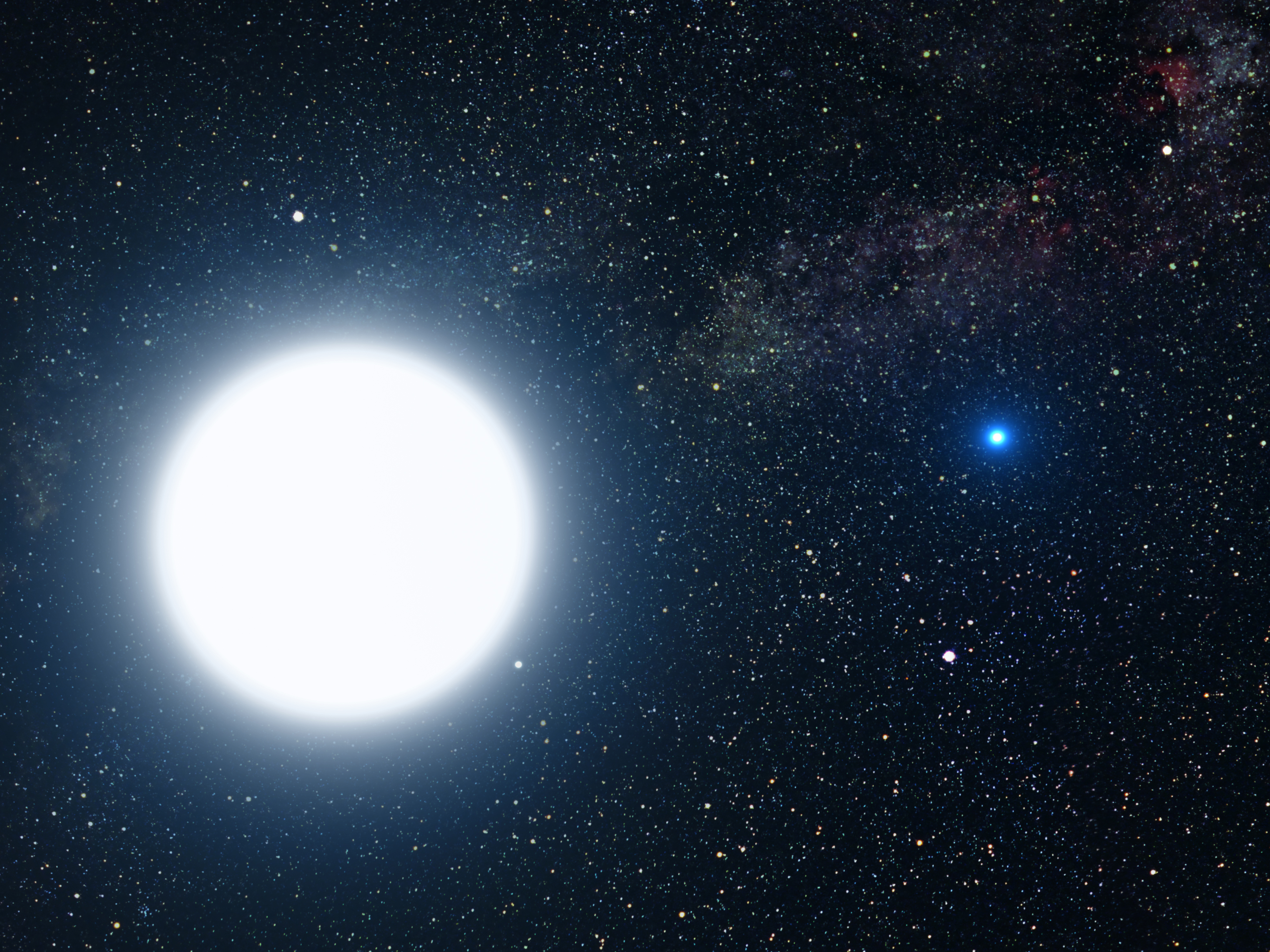
Ngôi sao Sirius

Trong thần thoại Māori, Rehua là một nhân vật rất linh thiêng trong các ngôi sao khác, ngôi sao này sống ở Te Putahi-nui-o-Rehua ở Rangi-tuarea, xếp thứ mười và cao nhất của thiên đàng trong một số phiên bản của truyền thuyết Māori. Rehua được xác định với các ngôi sao nhất định. Đối với người Tūhoe của Đảo Bắc, anh ta là Antares. Những người khác nói anh ta là Betelgeuse, hay Sirius. Bởi vì anh ta sống ở nơi cao nhất trên bầu trời, Rehua không bị ảnh hưởng bởi cái chết và có khả năng chữa mù, hồi sinh người chết và chữa lành mọi căn bệnh (Orbell 1998: 119-120). Anh là con trai của Rangi và Papa, và là cha của Kaitangata, đồng thời là tổ tiên của Māui (Tregear 1891: 381). Một truyền thuyết Ngāi Tahu từ Đảo Nam nói về Rehua là con trai cả của Rangi và Papa, người đầu tiên biểu hiện như sét, nhưng giả hình người khi anh du hành trên bầu trời. Sau đó, anh trai Tāne đã đến thăm anh ta, Rehua có những con chim trên tóc, cho anh ta ăn chấy. Rehua đã cho người hầu của mình nấu ăn và chuẩn bị những con chim như một bữa ăn cho Tāne, người đã bị sốc và từ chối ăn chúng vì những con chim đã ăn chấy từ đầu của Rehua, một thứ cực kỳ tapu (thiêng liêng). Tuy nhiên Rehua đã cho anh ta những con chim để đưa xuống thế giới này, và chỉ cho anh ta cách bẫy chúng. Tāne cũng mang theo mình những cây ăn quả mà những con chim ăn, và do đó, có những khu rừng và chim trên trái đất.
Ở Tahiti, Rehua là một vị thần ngôi sao, ngôi sao của năm mới, người đã sản sinh ra cặp song sinh cũng như người Pleiades, và được coi là chúa tể của năm.